# Тюбетейка
Тюбетейката е кръгла или квадратна, островърха или плоска шапка, характерна за страните от Централна Азия, като Узбекистан, Казахстан, Киргизия, Туркменистан, Башкирия и Татарстан. Носи от мъже и жени, като се слага отвесно на главата. Името на този вид шапка идва от тюркската дума тобе/тюбе, означаваща „връх“.
Традиционно тюбетейката се украсява с гайтани, мъниста и бисери.